# Partners desk

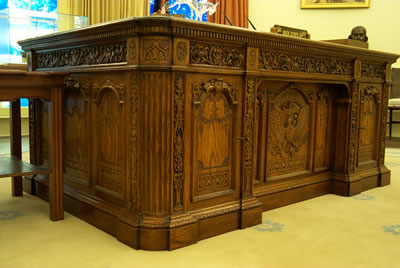
Copie du Resolute desk dans le bureau ovale recréé à la Jimmy Carter Library and Museum.

Un partners desk ("bureau d'associés") est un bureau ancien et massif qui ressemble grossièrement à deux bureaux à piédestal que l'on aurait associés lors de leur fabrication pour permettre à deux personnes de travailler en face à face. 
Ce type de bureau fut fabriqué pour la première fois au XIXe siècle au Royaume-Uni pour permettre le travail de banquiers associés. Ces personnes, en général des responsables importants d'une banque, souhaitaient pouvoir travailler ensemble tout en conservant le prestige et l'aspect pratique du bureau à piédestal (une table rectangulaire supportée de chaque côté par deux piles de larges tiroirs). C'était une adaptation du plus ancien et en général plus massif bureau de bibliothèque que l'on trouvait dans certaines demeures de la bourgeoisie et de la noblesse anglaise. 
La plupart des partners desks fabriqué au XIXe siècle l'était dans des bois nobles comme le chêne, l'acajou ou le noyer et recevait en finition un dessus en cuir travaillé et des inserts en laiton. Copié au XXe siècle, ce type de bureau est aussi connu sous le nom de double desk.
Le partner desk le plus célèbre est sans doute le Resolute desk, utilisé par les présidents des États-Unis dans le bureau ovale.

## Source
- (en) Cet article est partiellement ou en totalité issu de l’article de Wikipédia en anglais intitulé « Partners desk » (voir la liste des auteurs).